# Argia cuprea
Argia cuprea är en trollsländeart som först beskrevs av Hagen 1861.  Argia cuprea ingår i släktet Argia och familjen dammflicksländor. Inga underarter finns listade i Catalogue of Life.